# Mørkhøj
Mørkhøj er en bydel i Storkøbenhavn beliggende i Gladsaxe Kommune 11 kilometer nordvest for Rådhuspladsen. Gladsaxe Kommune har 70.600 indbyggere  (2024).
Bydelen er blevet udbygget siden 1920'erne og rummer både boliger, industri og institutioner, men med en skarp opdeling mellem de tre typer bebyggelse. Mørkhøj blev fuldt udbygget omkring 1980. Af den oprindelige landsby er der i dag kun Mørkhøjgårds hovedbygning tilbage; den huser Fødevarestyrelsen. Syd for Mørkhøj findes Gyngemosen, hvor den tidligere TV-By ligger. Danmarks Radio holder i dag til i DR Byen på Amager.

## Historie
I 1635 bestod Mørkhøj af 6 gårde. Udsædens fordeling var 19 % rug, 66 % byg og 13 % havre.
Mørkhøj landsby bestod i 1682 af 9 gårde og 9 huse uden jord. Det samlede dyrkede areal udgjorde 362,5 tønder land skyldsat til 81,04 tønder hartkorn. Dyrkningsformen var trevangsbrug.

## Begyndende byvækst
Mørkhøj kom til at ligge uden for den københavnske oplandsbanenet, omtrent midt mellem Slangerupbanen og Frederikssundbanen. Beliggenheden betød, at Mørkhøj forholdsvis sent blev inddraget i den fremadskridende forstadsudvikling: mens forstadsudviklingen skete i tilknytning til de to jernbaner, henlå Mørkhøj som et åbent landområde i midten. Endnu i 1925 blev indbyggertallet for området ikke opgjort.
I mellemkrigstiden fremkom Københavnsegnens Grønne Omraader i 1936. Under indtryk af den fremadskridende byudvikling omkring København lod Dansk Byplanlaboratorium udarbejde et samlet "Forslag til et System af Omraader for Friluftsliv". Forslaget forudsatte blandt andet, at der skulle sikres en grøn korridor, der skulle forbinde Utterslev Mose med Gyngemosen syd for Mørkhøj og fortsætte videre til Smørmosen og Fedmosen, hvorfra der skulle være forbindelse til Hareskoven og Bagsværd Sø mod NV og Værebro Å i VNV. Forslaget blev imidlertid på dette punkt ikke udført.
Den første mindre udstykning og bebyggelse af Mørkhøjs jorder fandt sted allerede inden 1931 og en ny matrikeludstykning fandt sted i 1930-erne og igen i 1940-erne.
Mørkhøj by havde 416 indbyggere i 1930 og 846 i 1935, Fra 1935 blev hele Gladsaxe Kommune regnet som forstad til København.

### Byudvikling efter 2. verdenskrig
I Fingerplanen fra 1947 var det forudset, at Mørkhøjs jorder skulle indgå i en grøn kile mellem to byfingre i tilknytning til henholdsvis Farumbanen (den gang Slangerupbanen) og Frederikssundbanen. Den grønne kile skulle strække sig helt ind til Utterslev Mose. Således gik det ikke. Fingerplanen førte til nedsættelse af et byudviklingsudvalg, og allerede i en byudviklingsplan nr 2 fra 1951 var store dele af den planlagte grønne kile forudsat inddraget til bebyggelse. Senere, i en ny byudviklingsplan fra 1966, blev de resterende områder udlagt til bebyggelse. I perioden fra 1949 til 1960 skete der yderligere en udstykning, som forbandt de tidligere adskilte udstykningsområder til en helhed. Og endelig udlagdes efter 1960 et industriområde længst mod nord, mod nord afgrænset af daværende E4 (Ring 3), mod øst af Gyngemosen og Tingbjerg samt Farummotorvejen (nu Hillerødmotorvejen), mod syd af boligområderne og mod vest af Herlev (senere adskilt af den nye motorvej: Ringmotorvejen, nu E47, E55).
I 1965 havde Mørkhøj Sogn 9.046 indbyggere.

## Grønne områder og kultur
Mørkhøj har nogle få rekreative grønne områder, blandt andet Gyngemosen mod øst, fodboldbanerne ved Enghavegård- og Mørkhøj Skole, samt en eng på grænsen til Motorring 3. Syd for området ligger Vestvolden, der fungerer som en grøn adgang til Utterslev Mose. Gyngemosen indeholder det forhenværende Blågårds Seminarium samt den lokale spejdergruppe Gyngespejderne. Der er vedtaget, samt fastlagt planer om at den resterende festsal og tilstødende lokaler, skal skabe ramme om et kultur- og musikmiljø kaldet 'Mørkhøj Park'. Desuden skal Mørkhøj Park indbefatte en 3-4 sporet Enghavegård Skole, børnehuset Paletten, Byøkologisk Center, Bakkeskolen og samt en række fritidsfunktioner for foreninger og borgere, herunder idræt, bevægelse og musik.  
Oldtidshøjen Snerlehøj ligger i industriområdet.

## Skoler
I bydelen ligger de to kommuneskoler Mørkhøj Skole og Enghavegård Skole.